# Неохорион (Магнисия)
Неохо́рион, Неохо́ри (греч. Νεοχώριον ή Νεοχώρι) — деревня в Греции. Расположена на высоте 244 метра над уровнем моря, на полуострове Магнисии, в 154 километрах к северу от Афин, в 78 километрах к юго-востоку от Ларисы и в 25 километрах к юго-востоку от Волоса. Входит в общину (дим) Нотио-Пилио в периферийной единице Магнисии в периферии Фессалии. Население 356 жителей по переписи 2011 года. Жители занимаются пчеловодством, выращивают яблоки и оливки. Туристический центр.
Деревня находится в сосновом лесу в 4 километрах от Плаки и Айос-Димитриоса на побережье Эгейского моря, в 6 километрах от Афисоса на побережье залива Пагаситикоса Эгейского моря. Через Неохорион проходит национальная дорога 34.

## История
На юге полуострова Магнисии находился город Афеты (Ἀφέται ή Ἀφεταί), из которого аргонавты отправились в путь.
В ходе греко-персидской войны в 480 году до н. э. в бухте Афет была стоянка персов.

## Сообщество Неохорион
В местное сообщество Неохорион входят 6 населённых пунктов. Население 735 жителей по переписи 2011 года. Площадь 41,65 квадратного километра.
| Населённый пункт | Население (2011), человек |
| ---------------- | ------------------------- |
| Айос-Димитриос   | 8                         |
| Афисос           | 272                       |
| Сервохия         | 61                        |
| Мегали-Вриси     | 14                        |
| Неохорион        | 356                       |
| Плака            | 24                        |

## Население
| Год  | Население, человек |
| ---- | ------------------ |
| 1991 | 342                |
| 2001 | 375                |
| 2011 | ↘ 356              |